# ナムカン県
ナムカン県（ナムカンけん、ベトナム語：Huyện Năm Căn / 縣𠄼根?）は、ベトナム社会主義共和国カマウ省の県。面積は495.40km²、人口は65,914人（2017年）である。

## 行政区画
以下の1市鎮7社から構成される。
- ナムカン市鎮（Năm Căn / 𠄼根）
- ダットモイ社（Đất Mới / 坦買）
- ハムロン社（Hàm Rồng / 咸瀧）
- ハンヴィン社（Hàng Vịnh / 行淎）
- ヒエップトゥン社（Hiệp Tùng / 協從）
- ラムハイ社（Lâm Hải / 臨海）
- タムザン社（Tam Giang / 三江）
- タムザンドン社（Tam Giang Đông / 三江東）